# Günther Lorenz (Eiskunstläufer)
Günther Lorenz (* 17. September 1915; † 1999) war ein deutscher Eiskunstläufer.

## Werdegang
Bei den Olympischen Winterspielen 1936 in Garmisch-Partenkirchen belegte er im Einzel der Männer den 18. Rang. Bei den Eiskunstlauf-Weltmeisterschaften 1938 belegte er den achten Platz. Zudem wurde er 1937 und 1938 Deutscher Vizemeister hinter Horst Faber. Nach seiner Karriere war er als Trainer von Ernst Baier und Maxi Herber tätig.